# Robert Dunham
Robert Dunham (ur. 6 lipca 1931 w Portland, zm. 6 sierpnia 2001 w Sarasocie) – amerykański aktor, przedsiębiorca, pisarz, kierowca wyścigowy, dziennikarz i żołnierz piechoty morskiej Stanów Zjednoczonych.
Dunham był Amerykaninem mieszkającym w Japonii przez większość „złotego wieku” kina w tym kraju i pracował w filmach wyreżyserowanych przez Ishirō Hondę, Jun Fukudę i Kinjiego Fukasaku. W przeciwieństwie do innych ludzi z Zachodu grających w japońskich filmach w tamtym czasie, Dunham mówił płynnie po japońsku i był jednym z niewielu zagranicznych aktorów, którzy zachowali swój prawdziwy głos bez potrzeby dubbingowania przez seiyū.

## Życiorys
Urodzony w Maine w zamożnej rodzinie, jego rodzicami byli Earl i Charlotte Dunham. Ma siostrę Patricię June. Robert dorastał w Wellesley Hills w stanie Massachusetts. Uczęszczał do Noble and Greenough School w Dedham w stanie Massachusetts. Dunham został później przyjęty do Williams College w Williamstown w stanie Massachusetts, gdzie uzyskał tytuł licencjata z historii sztuki.
Po ukończeniu studiów Dunham wstąpił do Korpusu Piechoty Morskiej Stanów Zjednoczonych. Stacjonował w Jokohamie w Japonii i służył przez dwa lata jako porucznik. Później uczęszczał do szkoły korespondencyjnej, aby nauczyć się mówić po japońsku. Po honorowym zwolnieniu z Korpusu Piechoty Morskiej Dunham zdecydował się pozostać w Japonii i otworzył własną firmę importowo-eksportową.
Dunham mieszkał w Tokio przez 22 lata ze swoją pierwszą żoną i dziećmi. Po drugim ślubie w 1970 roku Dunham przeprowadził się do Den-en-chōfu, zamożnych przedmieść Tokio, gdzie mieszkał z rodziną w latach 1970-1975.
W 1975 roku Dunham zdecydował się wrócić do Stanów Zjednoczonych i przeniósł się wraz z rodziną do Cape Cod w stanie Massachusetts. Został pisarzem będąc wolnym strzelcem, często dostarczając materiały do magazynów takich jak Car and Driver.
Pracował jako ochroniarz w Sarasocie na Florydzie, Herald-Tribune i występował w Players Theatre of Sarasota i Venice Little Theatre. Założył także własną firmę producencką Suncoast / Yuma Productions, w której napisał, wyprodukował i wyreżyserował pełnometrażowy film Samantha.

## Życie osobiste
Dunham w 1954 roku ożenił się Japonką Keiko, z którą miał dwoje dzieci, Barbarę Ann i Daniela. Później rozwiedli się.
Po rozwodzie poznał japońską modelkę Setsuko Sazawę, którą poślubił w 1969 roku. Mieli dwie córki, Emiko i Marcię.
Dunham przyznał się, że miał „gorący romans” z aktorką Lindą Miller. Związek zakończył się po tym, jak Miller wróciła do Stanów Zjednoczonych, a Dunham twierdził, że „stracił z nią kontakt” po tym, jak przez pewien czas prowadził korespondencję pocztą.

## Filmografia
- 1960: Dangan taisho
- 1960: Ore no kokyō wa western
- 1961: Mothra – szef policji w New Kirk City
- 1961: Marines, Let's Go – marines
- 1961: The Last War – załogant Sił Alianckich
- 1961: Hakuchu no buraikan – południowy cracker
- 1962: King Kong kontra Godzilla – pilot marynarki wojennej USA
- 1962: Yumin-gai no Judan – Parker
- 1964: Kobieta na wydmach
- 1964: Lot z Ashiyi – członek załogi ratownictwa powietrznego
- 1964: Godzilla kontra Mothra – oficer U.S. Navy (wersja międzynarodowa)
- 1964: Dogora – Mark Jackson
- 1966: Twarz innego – cudzoziemiec w barze
- 1967: Syn Godzilli – radiooperator Fujisaki (głos, pierwszy angielski dubbing)
- 1968: Kosmiczna ektoplazma – kapitan Martin
- 1969: Zniszczyć wszystkie potwory –
  - kmdt Sugiyama (głos, pierwszy angielski dubbing),
  - Okada (głos, pierwszy angielski dubbing)
- 1969: Japonia i miecz
- 1973: Sotsugyō ryokō – Al Sax
- 1970: Czopi i księżniczka (głos, angielski dubbing)
- 1973: Godzilla kontra Megalon –
  - cesarz Seatopii,
  - seatopski agent na motocyklu
- 1974: ESPY – kapitan specjalnego samolotu pasażerskiego
- 1997: Ionopsis – Yten